# David Rosenboom
David Rosenboom (*  9. September 1947 in Fairfield, Iowa) ist ein amerikanischer Musiker (Piano, Violine) und Komponist, der zu den Pionieren der Computermusik und des musikalischen Biofeedback gehört.

## Leben und Wirken
Rosenboom studierte Musik an der University of Illinois bei u. a. Salvatore Martirano. Er beschäftigte sich früh mit den neurologischen Grundlagen der Musikempfindung und Kompositionsalgorithmen. Er lehrte von 1979 bis 1990 am Mills College, wo er zuletzt Leiter der Musikabteilung war und wurde dann an das California Institute of the Arts berufen. Dort fungierte er als Dekan der School of Music und Co-Direktor des Center for Experiments in Art, Information and Technology. Daneben lehrte er am Center for Creative and Performing Arts der SUNY Buffalo, der York University in Toronto und dem Banff Center for the Arts.
1976 erschien sein Album Brainwave Music, auf dem er das Elektroenzephalophon nutzte, um aus Gehirnwellen Musik zu erzeugen. Als Synthesizerspieler arbeitete er mit Jon Hassell. Mit Don Buchla veröffentlichte er 1978 Collaboration In Performance, das u. a. Auszüge seiner Komposition How Much Better if Plymouth Rock Had Landed on the Pilgrims enthielt. Anthony Braxton begleitete er als Jazzpianist bei dessen Aufnahmen der Five Compositions (Quartet) 1986; auch spielte er mit ihm das interaktive Album Two Lines (1995) ein. Seine Werke wurden auf Alben bei New World Records, Mutable Music, EM Records, Centaur Records, Tzadik, Black Saint, Elektra Nonesuch, Frog Peak Music, Nine Winds Records und anderen Labeln veröffentlicht.
Rosenboom ist als Autor von Büchern wie Biofeedback and the Arts und Extended Musical Interface with the Human Nervous System bekannt. Gemeinsam mit Phil Burk und Larry Polansky hat er die Musik-Software HMSL (Hierarchical Music Specification Language) verfasst. Sein Sohn ist der Jazztrompeter Daniel Rosenboom.

## Kompositionen (Auswahl)

### Orchesterwerke
- 1963 Contrasts, für Geige und Sinfonieorchester
- 1965 Prelude and Dance Fantastique, für sinfonisches Blasorchester
- 1966 Caliban Upon Setebos (after Robert Browning), für Kammerorchester
- 1968 mississippippississm, Vertonung von Gedichten von Emmett Williams für 32 Spieler, aufgenommene Geräusche und Dirigenten
- 1980 In the Beginning V (The Story), für Kammerorchester
- 1998–1999 Seeing the Small in the Large, (Six Movements for Orchestra)
- 1998–1999 Mood–When the Ground Screams aus Seeing the Small in the Large, für Kammerorchester
- 2001 Continental Divide

### Oper
- 1994–1995 On Being Invisible II (Hypatia Speaks to Jefferson in a Dream); Kammeroper